# 丹特丽安的书架
《丹特麗安的書架》為三雲岳斗所創作的日本輕小說。插畫由Gユウスケ擔任。發佈於『The Sneaker（角川書店）』、2008年4月号開始連載於The Sneaker雜誌（角川書店）、2008年11月開始至今已發售8冊（截至2011年7月1日）。中文繁體、簡體版則分別由台灣角川、天聞角川發行。
The Sneaker 2009年10月号、宣佈其漫畫即將在月刊少年Ace與月刊Comp Ace中開始連載，2010年3月号正式開始連載。刊載於月刊少年Ace上的漫畫版為阿倍野茶子作畫、Comp Ace中的作畫為瀬菜モナコ。2010年8月号宣布其動畫化企劃進行中的消息。並於2011年7月15日在東京電視台播出。

## 故事
修伊从曾用全领地的一半换取一本稀有书的收书狂祖父处，继承了古老的宅邸以及其所有的藏书；祖父開出的条件只有一个——要他继承“书架”。
为整理遗物而造访宅邸的修伊在充斥着书本的地下室内，遇见了静静地读着书的少女——穿着漆黑的裙子、胸前挂着巨锁的少女妲麗安。她正是通往藏有禁断“幻书”的“丹特丽安的书架”的入口，储藏着恶魔智慧的门扉…

## 構成
由修伊與妲麗安一同解決因為『幻書』而引發的問題的『本篇』（Episode 〜）、以及每回都有不同的新人物登場的『斷章』（Fragment 〜），以及有不同的鑰匙守護者和書架登場的『Extra Episode 〜』3部份構成。『斷章』和『Extra Episode 〜』是聯繫和解答「丹特麗安的書架」的世界的關鍵。其中，每一話都由各卷里的第一話開始起，用英文標題『Episode 〜』的順序表示。

## 本作舞台
本作是以1919年至1920年的英吉利近郊為背景。
雖說如此，但沒有說出更細部的地名，大略來說是以日德蘭半島等近鄰的國家為舞台。 
根據該作者的另一部輕小說作品『機巧魔神』的後記，是「第一次世界大戰後的英國」。

## 登場人物

### 書架和相關人士
修伊（聲：小野大輔、花澤香菜（幼年時代））
黑之書姬的正统後繼鑰匙守護者。
本篇的主人公。本名是修·安索尼·迪斯瓦特（Hugh Anthony Disward）。也被初次見面的人叫做迪斯瓦特大人，但他本人都叫大家直呼他為修伊。在特定場合會以「普通的飛行員」自居。
是後文提到的衛斯理·迪斯瓦特的孫子。十八、十九歲左右的青年，幾乎每話都會登場。遵循祖父的遺言繼承『丹特麗安的書架』，擔任妲麗安的護衛。穿著皮製的披風大衣，戴著帽子。
持有『丹特麗安的書架』的鑰匙，是「鑰匙守護者」，也是「為書所愛的人」，能讓幻書發揮出接近讀者的力量，這項能力和是否正式擁有鑰匙並無關係。
雖然擅長使用被稱作“爺爺的纪念品”的大型中折式军用左輪手槍，但是似乎「不喜歡飛行道具」。
第一人稱是「僕（ぼく）」但是戰爭中似乎自稱「俺（おれ）」。
曾經是戰爭時協約國一方的空軍擊墜王。最终軍階是少尉。
書架解放時的咒文是「吾之所問，汝為人乎？（I ask of thee Art thou mankind？）」。
三歲時曾經誤闖『丹特麗安的書架』，哭了一整晚。
妲麗安（聲：澤城美雪）
本名是丹特麗安（Dantalian），妲麗安是其暱稱。外表看似十二、三歳左右（實際年齡上千歲）。被稱作持有幻書的知識的『黑之讀姬』。以『壺中天』自稱。
『丹特丽安的書架』的管理者，做着類近於圖書管理員的工作，把幻書交給其選中的讀者並在期限到逹時收回，本人也會積極地收集幻書。
喜歡書和甜點（特別是帶了砂糖的炸麵包）的黑衣少女。不過、有著與之美貌不相符的毒舌，喜歡用毒舌攻擊他人使之困擾。有著對修伊的強硬而又任性的一面，同時也帶有怕生的少女的一面。害怕動物、高的地方和幽霊。
胸前有個黑色的、閃爍著暗光的鎖，那就是『丹特丽安的書架』的入口、「通往惡魔的睿智之門」，使用修伊持有的鑰匙可以被打開。
書架解放時的咒文是「否，吾乃天——吾乃壺中之天！」而且根据情况不同，之後還會加上——「為您開啟封印了九十萬六百六十六冊幻書的迷宮書架，通往睿智的門扉。」。
哈爾（聲：加藤將之）
本名是哈爾·卡姆赫德。年齡二十五到三十歲。
「焚書官」、「贖罪之書」裡登場。身穿像法衣一樣的衣服，拿著比身高還要長的大杖，杖上還有一個香爐。常常被誤認為是聖職者（神父），事實上不是聖職者而是焚書官。
有著強烈的破壞幻書的慾望，推測與之過去有關。
使用一種叫做巴流术的東洋格鬥術。通過將幻書「裝填」進先述之杖（災厄之枝、災禍之杖）並將其焚燒來產生魔之火焰。被不少人善意或惡意地警告過災厄之枝的主人終有一天會為火焰反噬焚燒，本人則早有覺悟。
書架解放時的咒文是「毀滅讀姬！吾之所問，汝為人乎——？」。
單方面地敵視收集和借出幻書的修伊和妲麗安，見面時必然求戰，但總被敷衍了事。以「鑰匙守護者」稱呼修伊。
芙蘭（聲：小清水亞美）
本名叫芙蘭蓓爾（Flamberge）。「焚書官」、「贖罪之書」裡登場。
十六、七歳左右，被幻書持有者稱之為『銀之讀姬』，也被哈尔稱作『毀滅讀姬（ロング・ロスト・ライブラリ）』。以『堕落之天』自稱。
银髮金瞳穿著白色的衣服，身上還綁有限制其自由的皮製的帶子，爲了限制芙蘭的自由，拘束道具上還有一個漆黑的大鎖，全身合共九把鎖封印着斜過腹部的拉鍊。本人則常常以此裝束調侃同行的哈爾。
書架解放時的咒文是「否，我乃天——墮落之天。」書架本身的名字暫未出現。
教授（聲：四宮豪）
本名不明。以教授之名『教授』，在「必勝法」、「拉潔愛爾的書架」裡登場。另外、除了以教授的稱呼出現以外、還以其他的名字在「焚書官」、「贖罪之書」中登場過。擁有和修伊一樣的能力。
年齡不明的美男子、留著長髮馬尾、穿著像醫生一樣的白袍。理解了还不存在于这个时代的核裂变概念的充满谜团的人物，戰後試圖破壞和平會議以重新挑起戰爭。
書架解放時的咒文是「紅之書姬拉傑艾露呦……吾之所問，汝為人乎？」。
拉茲（聲：矢作紗友里）
本名是拉潔愛爾（Rasiel）。被稱作『紅之讀姬』，『拉潔愛爾』是在「拉潔愛爾的書架」中初次登場，和教授一樣算上沒用本名的出場。在「独裁者之書」、「焚書官」、「眠之書」中登場。
年齡為十三、四歳左右、淡綠色的頭髮、水嫩白皙的皮膚、如鮮血般鮮紅的衣服，身著黃金的護胸。右眼是與頭髮同樣的淡綠色、左眼用帶著深色的眼罩。
稍微有些口齒不清的笑聲。口癖是「蠢斃了。蠢～斃了。」、用德意志語來肯定、否定。
喜歡把幻稿交給有可能寫成幻書的人。
書架解放時的咒文是「否，吾乃天——哀嘆之天」。

### 其他登場人物
衛斯理・迪斯瓦特（衛斯）
修伊的祖父、有著收書狂（ピブリオマニア、bibliomania）的異名。被人稱為德斯沃德子爵。由於為了一本稀有書可以拿半片領土交換的收集家、子孫都很害怕他。遺言中讓修伊繼承書架、將妲麗安託付給他。
卡蜜拉・索爾・卡恩斯（聲：能登麻美子）
「睿智之書」中初次登場、「等價之書」也有出場的十九歲女性。
王都商貿經營商卡恩斯商會會長的女兒。商會與德斯沃德家族是舊交、特別是经常造访熟客卫斯理家、因此與修伊有青梅竹馬的關係。之後曾經在新大陸（美洲）呆過一段時間、戰後回國開著無償私塾。
老書店的主人
街道小巷中老書店的瘦小的書店老店長。
與修伊和卫斯理是舊交、少有的知道妲麗安的『書姬』形態、幻書的存在的人物。作為知道妲麗安的身世之人、是整個故事的關鍵人物。
阿爾曼・耶利米（聲：櫻井孝宏）
「魔術師的女兒」中初次登場、「連理之書」中也有出現、以造船業聞名的耶利米家的兒子。十八、九歳左右、空軍是與修伊隸屬同一軍隊。
潔西卡·艾爾芬斯頓
「間隙之書」中初次登場、「航海日誌」也有出現、上流階級的大小姐雲集的名門女子寄宿学校中等部五年級生。年齡為十五、六岁左右，子爵的女兒、修伊的婚約者候補。栗色的馬尾辮、對妲麗安態度很惡劣。
白色服裝的少女
丹特麗安的書架世界裡守護無數幻書的少女，外觀類似妲麗安的模樣，本身其實是被困在名為幻書的牢獄裡，直到主角某次不小心闖入而知道她的存在，並和她約好要帶她離開，目前一直相信總有一天能夠出去這裡。（漫畫版截止目前為止尚未提到壺中天的少女）
普麗西拉·萊莉
漫畫版「妲麗安Days」的主要人物。羅德·韋達爾學園二年J班的班長。沒落貴族的獨生女，依靠獎學金讀書。似乎受到了幻書的一些影響。
瑪格麗特·阿什維爾
漫畫版「妲麗安Days」的主要人物。羅德·韋達爾學園二年J班中普麗西拉的朋友。
塞西爾·巴特雷那
漫畫版「妲麗安Days」的主要人物。羅德·韋達爾學園二年J班中普麗西拉的朋友。庶民出生。

## 用語
幻書
本該被焚燒、丟失的古代圖書館的藏書。記錄了雷擊、魔物的召喚、獲得惡魔的力量的秘訣等等藏有各種各樣「力量」的本不該存在于世上的幻之書。一旦讀過之後將會獲得數之不盡的恩惠、但這將會使得世界的均衡面臨崩潰的危機。
（根據丹特麗安的說法，若閱讀幻書的人是被幻書所許可的，那人便會得到幻書的知識與恩惠，如《調香師》章節。但若不被許可（如《立體繪本》章節）則幻書的能力很可能“越界”而造成災禍）
境界
現世與幻書世界之間。使本不適合幻書的使用者可以超越境界獲取無限力量。
丹特麗安的書架
超越了幻書的境界、封印著會打破世界平衡危險幻書的迷宮圖書館。收藏著九十萬零六百六十六冊（900,666冊）的幻書。
焚書官
像哈爾一樣、爲焚燒幻書的存在。哈爾個人似乎是對幻書抱有怨恨、焚書為目的當時理由卻不是很清楚。
幻稿
幻書在成為書之前、仍在編寫的過程中。幻稿可以說是幻書的卵、拉茲正是在將幻稿完成為幻書而努力中。
拉潔愛爾的書架
為了復活消逝了的「拉潔愛爾之書」而收集、封印幻書的圖書館。
屍書
因为太喜欢书将自身的肉体变成了书，渴望作为拥有无尽时间的书而活着的异端蒐書狂的最终结果。拥有人的意识活着的书。
破邪之银
银色的光辉、凌驾于钢铁之上的强度，并且拥有能退治魔物的魔力，本不应存在于世的幻之金属。“怪盗密銀”凭借着用这种金属所制成的小刀，能够斩断被幻书的力量所召唤出来的怪物们的魔力来源。
王威之書
被稱作《王威之書》的石板，過去曾在各式各樣的土地上被人發現。但上頭記載的知識全都化作暗號，人類無法解讀。能夠得知的只有一點，那就是——那些石板是這顆星球上最古老的幻書之一。而且只產自黑暗大陸深處，以罕見的岩石所制成，並能帶給閱讀者堪稱王者的強烈威嚴與壓迫感——任誰也無法違逆的威嚴。    《王威之書》所賜予的威壓感，不僅僅針對人類，就連不具智能的怪物也能支配。別說妄想對閱讀者造成傷害，就連違逆的意志都不允許擁有。這些書其實是與人類朝不同方向進化的知性生命體，它們無機質的肉體不具視覺或嗅覺，也無法自力移動。不僅如此，在一塊獨立石板的狀態下也只能持有受限的知識。它們所能做的只有記憶，以及藉由精神感應來操控其他知性生命體。『它們』利用誤闖這片台地的生物，將它們帶往世界各地，記錄各式各樣的情報後再次回到這里。這座『幻書墓園』就是經由這種方式，儲積了龐大的記憶。至于選擇石板的外形，大概是因為這樣最便于記錄知識。

## 登场幻书
《至高调理冥想书》（1卷-第一章-美食礼赞 Episode01：Meditations de Gastronomie）
诸神之王宫的厨师，异教的魔神Andhrímnir所写的，记载着禁忌的料理术的幻之书
《一千零一夜》（傳說是《天方夜譚》的真本）（1卷-第一章-美食礼赞 Episode01：Meditations de Gastronomie)
这本书曾经每晚被读给残暴的伊斯兰王山鲁亚尔听，让他安睡了整整一千零一个夜晚。能使听者被催眠
《万物的血统书》（1卷-第二章-血统书 Episode02：Crossbreed)
为了获得优秀的子孙而需要让怎样的血统交配，网罗了所有所需特征的梦幻之书
《能开启通往异世界之门》（1卷-第二章-血统书 Episode02：Crossbreed)
信仰着栖身与次元裂缝的“蕃神”的魔术师，所遗留下来的魔导书。能随意出入任何地方。
《睿智之书》（1卷-第三章-睿智之书 Episode03：Liber Sapientiae)
无名的拉丁青年所撰，用来引导出孩子们的脑部潜能的书，书上记载着他们用来培养新的巫女神宫时所使用的，早巳失传的技术。书中的图案，就是能够以后天手段、建构激发潜能的神经接续网络，不过只限于尚未发育完全的孩子脑部才有用
《妖精之书》（妖精之扉）（1卷-第四章-立体绘本 Episode00：The Harlequinade)
炼金术师帕拉切尔苏斯所撰，记载着操纵四大精灵法术
《机关书》（立体绘本）（1卷-第四章-立体绘本 Episode00：The Harlequinade)
立体绘本，只要翻动或拉动绘有插画的纸条或书页，场景便会产生变化，又或者可以使画像移动。绘本中的插画景物会实体化，从绘本中蹦出至现实世界
《罗惇灵宝议元》（1卷-第五章-焚书官 Extra Episode01：Bibliocaust）
记载了操纵使鬼术法的木偶拥有意识了的道教教典
《獨裁者之書》（1卷-断章一-独裁者之书 Talisman of Despot）
为了独裁者存在的书，只要照书中所写的去做，就无人能伤独裁者分毫，但一旦不再是独裁者，就不再受书本的保护
《山河社稷图》（《深绿之书》）（2卷-第一章-玫瑰公主 Episode04：La Belle au bois dormant)
神话时代，东方之女神（女娲）授予人间的仙界的幻书。能够生成幻之地形，让踏入者慌乱，随自己的意愿操作之的宝图
《実相仪经》（2卷-第一章-玫瑰公主 Episode04：La Belle au bois dormant)
在亚细亚大陆的西域传承的，依然消逝了的原始佛教外典，退邪破幻的幻书
《夜之女王》（第二卷 第二话「月下美人」）
《夜之女王》是生长在暗黑大陆（Africa）的蛮荒之地的,那里并不是称得上是良好的生存环境。土地贫瘠，水和养分也都不足……生长在那种地方的植物，都有自己补充不足的养分的性质,一种食虫植物,叶或绒毛的一部分产生了变化，进化成了可以捕食昆虫的独特姿态。据说在养分缺乏的贫瘠土地上有很多。但是，这个《夜之女王》要维持如此巨体，靠昆虫只来的小生物的养分是不够的。需要进化成可以引诱更大型的，拥有更高知性的生物的样子（人类），书一样的花，就是为了吸引人类而产生的诱饵。可以很有效地捕获为了好奇心和名誉而前往暗黑大陆（Africa）的人类。《夜之女王》的开花是十三年只有一次。而且只要捕获到饵料，职责已尽的花朵就会散去,也有一种说法是这个花朵上所写的文章，是过去曾经成为饵料的人类的记忆。
《等价之书》（2卷-第三章-等价之书 Episode06：The Straw Millionaire)
是教人走向期盼之富裕的辅导书。只要讓對手聽自己讀的幻書内的字，那對方就必须拿出和幻書主人交出的物品等價的東西來交换
《胎儿之书》（2卷-第四章-胎儿之书 Episode07：Shem-ha-mephorash)
泥塑泥人偶，从以前传承下来的粘土人偶，是异教的律法学者通过神圣的仪式生产出无机物的士兵，并不能自我判断操控意识，只根据神圣的七十二文字（七十二的圣音Meforashu·Ha·Shem）编写的严格的命令
《盾之书》（《斯堤克斯的盾之书》）（2卷-第四章-胎儿之书 Episode07：Shem-ha-mephorash) （4卷-第一章-间隙之书 Episode14：The Pressed Flower)
不死的贤者keironn记述的冥界女神sutyukusu的《盾之书》，连一千把枪都无法贯穿的结界
《神的雷槌》（《乌加里特粘土板文书》）（2卷-第四章-胎儿之书 Episode07：Shem-ha-mephorash)
用红褐色刻写着诗文的粘土板，刻着古代的神的名字的幻书。赞美着雷神kanann的ugaritto的粘土板文书。是最最古老时代的幻书中的其中之一
《换魂之书》（蛇夫的遗稿）（3卷-第一章-换魂之书 Episode08：The Resurrection)
记载着能够复活死者的神秘仪式的幻书"蛇夫的遗稿″（RasAlhague蛇夫座α）。相传是神话中的医神阿斯克勒庇俄斯所著能够复活死者的幻书。但是，依据和冥王（哈迪斯）定下的契约，想要使用"蛇夫的遗稿″的力量来复活某人的话，就必须献上另一个人生命作为代价
《眠之书》（3卷-断章一-沉眠之书 The Princess Never Count Sleep)
会诱使读书者进入睡眠的书。如果说将这本书全部读完的话，就会陷入持续一百年的长眠之中，就算仅仅只读了几页而已，也会数年间沉睡不醒
《忘却之书》（3卷-第二章-忘却之书 Episode10：Barbe-Bleue)（5卷-第五章-连接之书 Episode20：The Connection)
是写在用生长在冥界的忘却之川中的芦苇所制成的纸上的幻书。会吸收使用者所持有的强烈情感，然后代替使用者进行记忆。但"忘却之书″真正的用途为了是为了那些重要的记忆不至于渐渐遗逝，而将其抄录于上的记录媒介，并不是夺人记忆，而是保存着记忆使其不被忘却的幻书【在“连接之书”章中表为：将与记忆紧密结合的经验、甚至是人格和自我也能全部消除的幻术（Byblos theirs Lethe）】
《贤者之书》（3卷-第三章-黄昏之书 Episode11：End of theTwilight World)
中东的幻书，记载着能召唤出一千零一只精灵的法术
《慧者的石板》（3卷-第四章-魔法师的女儿 Episode12：La traviata)
能将幻术产生的幻觉无效化的幻书
《火蜥蜴的刻印之书》（3卷-第四章-魔法师的女儿 Episode12：La traviata)
无论何等炽烈的火焰都能隔绝开来的，耐火之纹章
《燃烧的黄金珠之集成》（3卷-第四章-魔法师的女儿 Episode12：La traviata)
能炼成燃烧着的重金属炮弹，是炼金术的绝技
《殷王神鉴》（3卷-第四章-魔法师的女儿 Episode12：La traviata)
治疗战斗之伤的幻书
《龙树的玉稿》（3卷-第四章-魔法师的女儿 Episode12：La traviata)
能唤醒在幻术的作用下假死之人
《赎罪之书》（3卷-第五章-赎罪之书 Episode13：Voodoo for Vendetta)
以异教秘法编写，夺走读它人的灵魂使其变成僵尸的制裁之书
《伟大的女王之诗》（3卷-第五章-赎罪之书 Episode13：Voodoo for Vendetta)
记载着可以自在操纵战争结果的凯尔特战争女神摩莉甘密咒的书
《无窗之馆的死者祭宴之书》（3卷-第五章-赎罪之书 Episode13：Voodoo for Vendetta)
遗失了的古代阿兹特克文明的书，将死者灵魂引导到地狱最下层的书（古代阿兹特克文明：14世纪－16世纪的墨西哥古文明）
《美女的世界》(第三卷 断章)
各项被明细地分开的书。体型，相貌的轮廓，皮肤和头发的颜色。从那无数的项目里，挑选自己想要的，再继续下一项的阅读形式。选完最后的项目时，会不禁意被强烈地晕眩感所袭而去了意识。再次醒来的时候，会察觉到自己在不知道的地方。那是书的最后一页，插图所描绘的景色一样的地方。
《间隙之书》（4卷-第一章-间隙之书 Episode14：The Pressed Flower)
书本并不仅为记录文章而存在，亦可用来保存标本。这本书是会像制作押花一样，夺去触碰人厚度的书，藏在书本的书页之间。
《银泉之书》（4卷-第一章-间隙之书 Episode14：The Pressed Flower)
太古时代的医术家迪安·凯希特所遗留下来的"银泉之书″。據聞其中記載著能治愈任何傷口的再生之泉的咒術。使用幻書之力，將傷口流出的血液全化為再生之泉的泉水。賦有治愈及再生力量的聖水，重生了損壞的器，愈合了傷口，到傷口完全消失了。
幻曲{《理想乡》《黄昏》}（4卷-第二章-幻曲 Episode15：Sonatas for Doll Solo)
吉列尔莫·巴尔迪尼（GuillermoBaldini）的无伴奏小提琴奏鸣曲。《理想乡》香甜如麻药般能令听者为之陶醉，《黄昏》能令人仿佛会坠落到恐怖与悲伤的无尽深渊。传说这些曲子有着如神灵附体般超自然的力量，没有人能够演奏的出来，不论是从技术上还是音乐层面上，令人难解的段落都太多了，就算是有再高明的技术也无法完美的重现它的原貌（原曲）
《连理之书》（4卷-第三章-连理之书 Episode16：Until Death Do Us Part)
至少是距今3000年以前，在地中海附近克里特文明的线形文字写成的书。连理，是两棵相邻的树，通过树枝与树枝的连接使互相的木纹相连——也就是说"连理之书″是雌雄两本一体的幻书，而且据说能使两本书的所有者互相结合。记载的，据说是冥界神黑卡蒂（主管咒术的开发，操纵着魔物的夜之女神。是科尔喀斯的守护神）的魔术，科尔喀斯的公主美狄亚因为丈夫英雄伊阿宋背叛自己和别的女人结婚，于是利用黑卡蒂的魔术把丈夫的外遇对象科琳托斯的公主和公主的父王活活烧死了
《艾雷乌西斯的祭礼之书》（4卷-第三章-连理之书 Episode16：Until Death Do Us Part)
记载着把人送进冥府再带回来的秘术，但是只能带回还没有吃过冥府食物的人而已
《催眠之书》（4卷-断章1-催眠之书Hypnotist in Trance)
对读了这本书的人施以催眠的幻书
《香神经书》（4卷-第四章-调香师 Episode17：Daughter of Gandharva)
香神是印度教的神的一族，就是关于甘达鲁仆的事情。他们储备香气，并且操纵香气举行神的秘术。这本书就是介绍这些的
《家庭小精灵之书》(第四卷 断章2)
这本记载着禁忌数智的书中封印着一只家庭小精灵。一只虽然并未拥有十分强大的力量，但是能够帮忙书的所有人的工作，也能协助实现一些小愿望的小精灵。
《梅尔奈丝的化妆板》（4卷-第五章-幻书盗贼 Extar Episode03：Der Doppelgänger)
Merneith 埃及第一王朝王妃。记载了转生秘术的幻书
《无貌之书》（4卷-第五章-幻书盗贼 Extar Episode03：Der Doppelgänger)
因为无貌，所以使人有着数千的不同姿态，並賦予相對能力，無貌之書是操控他人認知的幻書，藉由改變身上穿著給人的印象，再透過自我暗示來徹底獲得與對象相同的體能。假面是为了保护自己而存在的咒术，同時也是藉以引出超常能力的儀式—意即乩童/降神術；借著幻書之力，將神靈之力附在自己身上，引出了該神靈的能力。簡單說，可以變裝成為神。
《旧布拉德肖时刻表》（5卷-第一章-时刻表 Episode17：The Crossing'Point)
列出历史上所有列车的运行时间，能带人乘上从过去到未来，存在于一切时间段内的列车的幻书。P.S:英国人乔治·布拉德肖于1839年发行了世界上第一本列车时刻表《布拉德肖铁路指南》，从此布拉德肖成为列车时刻表的代名词。
《笨蛋看不见的书》（5卷-断章二-愚者之书 Des Kaisers neue kldider）
幻稿，一片空白的书。
《航海日志》(第五卷 第三章)
纯白鹦鹉本身既是记录着禁忌知识的幻书,亦是幻书读者,利用着记录在自身上的知识，一直轮回历史操纵着船的航行.
《海市蜃楼》（5卷-第三章-航海日记 Episode19：Le Vaisseau fantôme)
从古代高卢的遗迹之中挖掘出来的幻书，能够在水面上制造幻影，以此来迷惑船员的德鲁伊教秘诗。
《世界》（5卷-断章三-观测者 The Abyss Gazes Also Into You）
记录世界的起源与毁灭的相片的相册，一天只能看一页。
《连接之书》（5卷-第五章-连接之书 Episode20：The Connection)
持有此书的人，没有独立的意识，而是将从外界得到的信息以及自身的思想集结在一起而形成一个人格。（不存在于历史，由幻稿培育而成）
《刻印之书》（5卷-第五章-连接之书 Episode20：The Connection)
传说是古代的国王向使者传达敕命时所用的幻书。被这本书在精神上铭刺下敕命后，在将它完成之前不会再接受其他命令，绝对无法背叛。
《千夜叹息之书》（6卷-第一章-雏形之书)
古代阿拉伯人所传下来的，能召唤炎之精灵的古老魔法书。
《雏形之书》（6卷-第一章-雏形之书 Episode21：The Backup of The Virtue)（不确定）
在此书中记录的人物，会让真身拥有书上的特点，即使与原特点有出入也会恢复。
《王柩之书》(第六卷 第二章「棺木之书」)
记载保存国王尸体的墓室的设计等等的知识的幻术。
《取悦者之书》(第六卷 断章二「真正的我」)
记载可以套到任何人身上的，只会不负责任讨好他人的甜言蜜语。通过夸奖错误政策与过失让国王堕落，为了毁灭一个国家而写的充满恶意的书。
《人化之书》(第六卷 第三章「人化之书」)
内容记载着如何让人类体系外的妖物化身为人的方法，是本『为妖魔所撰写』的幻书。
《乐园之书》(第六卷 第四章「乐园」)
据说能在这个世界上创造出理想乐园,在乐园之中，人类所有的愿望都得以实现，从此之后便可一直过着幸福快乐的生活。
《克苏鲁法乌的魔导书》（第七卷 第一章「灾厄与诱惑」）
具备媚药效果的『幻书』,这本书所使用的奇妙纸质，是以南太平洋某个无名岛上野生的罕见树木制成。而被制作成册之后，也依然持续散发着独特的芳香。看过这本书的人，会吸进纸张所散发的特别气味，进入某种催眠状态。放下书之后，会对最先见到的人抱持强烈的爱情.
《罗浮神鉴》(第七卷 第二章「睿智之书Ⅱ」)
记载于古代神仙术的理论书，能使用一种被称作禹步的特殊步法,可以不被具敌意的恶鬼及猛兽察觉，确保旅途安全.
《幻视文集》,别名是《远见诗篇》(第七卷 第三章「少女们的漫漫长夜」)
上头记载的是一位临死前的流浪诗人，为了幻视遥远故乡而编撰成的咒诗。这是能让人见到远处场景的幻书。不过仅限于依正确途径到访过的地点，可见范围也只限能映入这本幻书的领域。
《飞蝗祭仪书》(第七卷 第三章「少女们的漫漫长夜」)
是能让田中杂草连根枯萎，不该存在这世上的梦幻农业幻书。
《亚妲卡蒂丝的圣句》(第七卷 第三章「少女们的漫漫长夜」)
是古代中东的巫女将生命的恩典传授给沙漠民族、有着正统来历的幻书，能够自在地让清水出现在视线所及范围内.
《开拓者之书》(第七卷 第三章「少女们的漫漫长夜」)
那本幻书的作者，据说不是这世界的人类，而是超越了次元之墙、打算移民到这世界的异界智慧生命体。为了让异界智慧生命体于此世界繁殖，异界智慧生命体吐出适合异次元智慧生命体的大气的特质,进行环境改造（Terraforming）.
《赫尔的赞歌》(第七卷 第三章「少女们的漫漫长夜」)
失落的古埃达神话诗，借助统治冰之国度尼芙菲姆的冥府女王的力量冻结万物.
《模仿之书》(第七卷 断章二「模仿之书」)
这本书可以如实反映出封面所绘之人的内心，那个人过去有过什么经历？此刻正在想些什么？只要读了这本书，就能够得知她内心的一切。
《盖洛斯的断代史》(第七卷 第四章「钥匙守护者」)
这是一本能够让阅读者脱离正常的时光洪流，将精神时间与外侧世界加以替换——记载了随心所欲操纵时光洪流的技巧的幻书。
《霧之末裔之書》——空間轉移的幻書，能夠開啟穿越時空境界之門。
《永恆黃昏的透視畫館》
大約在十七世紀中期，一位據說是擔任魔法社團的干部、傳說中的書籍設計師——洛塔‧奧夫斯特多法，為其體弱多病的愛女制作了這本獨一無二的繪本。而據說這本繪本的持有者，能夠獲得一切順從己意的完美世界—《永恆黃昏的透視畫館》的持有者獲得了永駐的青春，但是需要活祭品維持。這本幻書是以人們的恐懼與犧牲為代價，來成就永不褪色的完美世界。

## 既刊一覽
※標題譯名以台灣角川官方的譯名為主。

※副標題為英文、拉丁文、德文、法文等語言混雜使用。
| 文庫本 卷數 | 文庫連載 話數    | Episode數              | 標題                                 | 副標題                     | The Sneaker揭載號 | The Sneaker話數 |
| 第一卷      |                  |                        |                                      |                            |                   |                 |
| ----------- | ---------------- | ---------------------- | ------------------------------------ | -------------------------- | ----------------- | --------------- |
| 第一卷      | 第一章           | Episode 01             | 「美食禮讚」                         | Meditations de Gastronomie | 2008年4月号       | 第一話          |
| 第一卷      | 第二章           | Episode 02             | 「血統書」                           | Crossbreed                 | 2008年8月号       | 第六話          |
| 第一卷      | 第三章           | Episode 03             | 「叡智之書」                         | Liber Sapientiae           | 2008年6月号       | 第三話          |
| 第一卷      | 斷章一           |                        | 「獨裁者之書」                       | Talisman of Despot         | 新寫入            | 新寫入          |
| 第一卷      | 第四章           | Episode 00             | 「立體繪本」                         | The Harlequinade           | 2008年4月号       | 第二話          |
| 第一卷      | 斷章二           |                        | 「天壽之書」                         | Der Gevatter               | 新寫入            | 新寫入          |
| 第一卷      | 第五章           | Extra Episode 01       | 「焚書官」                           | Bibliocaust                | 新寫入            | 新寫入          |
| 第二卷      |                  |                        |                                      |                            |                   |                 |
| 第一章      | Episode 04       | 「荊姬」               | La Belle au bois dormant             | 2008年6月号                | 第四話            |                 |
| 第二章      | Episode 05       | 「月下美人」           | Queen of the Night                   | 2008年8月号                | 第五話            |                 |
| 斷章一      | Fragment 03      | 「戀人們」             | The Little Jealous Girl              | 2008年12月号               |                   |                 |
| 第三章      | Episode 06       | 「等價之書」           | The Straw Millionaire                | 2008年10月号               | 第七話            |                 |
| 第四章      | Episode 07       | 「胎兒之書」           | Shem-ha-mephorash                    | 2008年10月号               | 第八話            |                 |
| 斷章二      |                  | 「必勝法」             | The Gambler's Fallacy                | 新寫入                     | 新寫入            |                 |
| 第五章      | Extra Episode 02 | 「拉潔愛爾的書架」     | Bibliotheca Razielis Archangeli      | 新寫入                     | 新寫入            |                 |
| 第三卷      |                  |                        |                                      |                            |                   |                 |
| 第一章      | Episode 08       | 「換魂之書」           | The Resurrection                     | 新寫入                     | 新寫入            |                 |
| 第二章      | Episode 09       | 「忘卻之書」           | Barbe-Bleue                          | 2008年12月号               | 第九話            |                 |
| 第三章      | Episode 10       | 「黃昏之書」           | End of the Twilight World            | 2008年12月号               | 第十話            |                 |
| 斷章一      |                  | 「睡眠之書」           | The Princess Never Count Sheep       | 新寫入                     | 新寫入            |                 |
| 第四章      | Episode 11       | 「魔法師之女」         | La traviata                          | 2009年2月号                | 第十一話          |                 |
| 斷章二      |                  | 「美女的世界」         | The Most Beautiful Girl in the World | 新寫入                     | 新寫入            |                 |
| 第五章      | Episode 12       | 「贖罪之書」           | Voodoo for Vendetta                  | 2009年2月号                | 第十二話          |                 |
| 第四卷      |                  |                        |                                      |                            |                   |                 |
| 第一章      | Episode 13       | 「間隙之書」           | The Pressed Flower                   | 2009年6月号                | 第十三話          |                 |
| 第二章      | Episode 14       | 「幻曲」               | Sonatas for Doll Solo                | 2009年8月号                | 第十四話          |                 |
| 第三章      | Episode 15       | 「連理之書」           | Until Death Do Us Part               | 2009年10月号               | 第十七話          |                 |
| 斷章一      | Fragment 08      | 「催眠之書」           | Hypnotist in Trance                  | 2009年6月号                |                   |                 |
| 第四章      | Episode 16       | 「調香師」             | Daughter of Gandharva                | 2009年10月号               | 第十六話          |                 |
| 斷章二      | Fragment 07      | 「家庭精靈的受難」     | The Wandering Brownie                | 2009年6月号                |                   |                 |
| 第五章      | Extra Episode 03 | 「幻書竊賊」           | Der Doppelgänger                     | 新寫入                     | 新寫入            |                 |
| 第五卷      |                  |                        |                                      |                            |                   |                 |
| 第一章      | Episode 17       | 「時刻表」             | The Crossing Point                   | 2009年12月号               | 第十八話          |                 |
| 斷章一      | Fragment 09      | 「臨水之花」           | Echo of Grief                        | 2009年12月号               |                   |                 |
| 第二章      | Episode 18       | 「貓與讀姬」           | Eine Katze hat Neun Leben            | 2010年4月号                | 第二十話          |                 |
| 斷章二      | Fragment 10      | 「愚者之書」           | Des Kaisers naue Kleider             | 2009年12月号               |                   |                 |
| 第三章      | Episode 19       | 「航海日誌」           | La Vaisseau Fantôme                  | 2009年8月号                | 第十五話          |                 |
| 斷章三      |                  | 「觀測者」             | The Abyss Gazes Also Into You        | 新寫入                     | 新寫入            |                 |
| 第四章      | Episode 20       | 「連結之書」           | The Connection                       | 2010年4月号                | 第十九話          |                 |
| 第六卷      |                  |                        |                                      |                            |                   |                 |
| 第一章      | Episode 21       | 「雛形之書」           | The Backup of The Virtue             | 2010年6月号                | 第二十一話        |                 |
| 斷章一      | Fragment 12      | 「勤勞男人」           | The Monomorphism                     | 2010年10月号               |                   |                 |
| 第二章      | Episode 22       | 「棺木之書」           | The Coffin Texts                     | 2010年6月号                | 第二十二話        |                 |
| 断章二      | Fragment 13      | 「真正的我」           | She's in Search of Herself           | 2010年10月号               |                   |                 |
| 第三章      | Episode 23       | 「人化之書」           | Den Lille Havfrue                    | 2010年8月号                | 第二十三話        |                 |
| 第四章      | Extra Episode 04 | 「樂園」               | The Stalactite                       | 2010年8月号                | 第二十四話        |                 |
| 第七卷      |                  |                        |                                      |                            |                   |                 |
| 第一章      | Episode 24       | 「災厄與誘惑」         | The Grimoire and The Aphrodisiacs    | 2010年10号                 | 第二十五話        |                 |
| 斷章一      |                  | 「型錄」               | The Facebook                         | 新寫入                     | 新寫入            |                 |
| 第二章      | Episode 25       | 「叡智之書Ⅱ」          | W is for Wonderland                  | 2010年12月号               | 第二十七話        |                 |
| 第三章      | Episode 26       | 「少女們的漫漫長夜」   | The Countdown                        | 2010年12月号               | 第二十六話        |                 |
| 斷章二      |                  | 「模仿之書」           | The Emulator                         | 新寫入                     | 新寫入            |                 |
| 第四章      | Episode FINAL    | 「鑰匙守護者」         | The Keeper Of The Key                | 2011年2月号                | 第二十八話        |                 |
| 第八卷      |                  |                        |                                      |                            |                   |                 |
| 第一章      | Episode 27       | 「王之幻書」           | The Final Destmation                 | 2011年4月号                | 第三十話          |                 |
| 第二章      | Episode 28       | 「最後之書」           | The Collector                        | 2011年4月号                | 第二十九話        |                 |
| 第三章      | Episode 29       | 「永恆黃昏的透視昼館」 | Le chateau du GrandGuignol           | 新寫入                     | 新寫入            |                 |

## 已發售一覧

### 小說
| 集數             | 日版          | ISBN                   | 台/港版        | ISBN                   | 陆版           | ISBN                   |
| ---------------- | ------------- | ---------------------- | -------------- | ---------------------- | -------------- | ---------------------- |
| 丹特麗安的書架 1 | 2008年11月1日 | ISBN 978-4-04-424113-1 | 2011年6月1日   | ISBN 978-986-287-120-1 | 2011年6月5日   | ISBN 978-7-5356-4502-9 |
| 丹特麗安的書架 2 | 2009年1月1日  | ISBN 978-4-04-424114-8 | 2011年7月7日   | ISBN 978-986-287-205-5 | 2011年7月5日   | ISBN 978-7-5356-4502-9 |
| 丹特麗安的書架 3 | 2009年5月1日  | ISBN 978-4-04-424115-5 | 2011年8月31日  | ISBN 978-986-287-293-2 | 2011年8月5日   | ISBN 978-7-5356-4627-9 |
| 丹特麗安的書架 4 | 2010年1月1日  | ISBN 978-4-04-424116-2 | 2011年10月29日 | ISBN 978-986-287-407-3 | 2011年10月5日  | ISBN 978-7-5356-4782-5 |
| 丹特麗安的書架 5 | 2010年5月1日  | ISBN 978-4-04-424117-9 | 2012年1月6日   | ISBN 978-986-287-481-3 | 2011年12月20日 | ISBN 978-7-5356-4896-9 |
| 丹特麗安的書架 6 | 2010年12月1日 | ISBN 978-4-04-424118-6 | 2012年4月24日  | ISBN 978-986-287-614-5 | 2012年3月20日  | ISBN 978-7-5356-5173-0 |
| 丹特麗安的書架 7 | 2011年4月1日  | ISBN 978-4-04-424119-3 | 2012年6月15日  | ISBN 978-986-287-758-6 | 2012年6月20日  | ISBN 978-7-5356-5365-9 |
| 丹特麗安的書架 8 | 2011年7月1日  | ISBN 978-4-04-424120-9 | 2012年10月4日  | ISBN 978-986-287-964-1 | 2012年8月5日   | ISBN 978-7-5356-5492-2 |

### 漫畫

#### 丹特麗安的書架
作畫：阿倍野茶子、原作：三雲岳斗、角色原案：Gユウスケ、角川書店
- 『丹特麗安的書架（1）』、2010年10月26日初版發行、ISBN 978-4-04-715548-0
- 『丹特麗安的書架（2）』、2011年3月26日初版發行、ISBN 978-4-04-715653-1
- 『丹特麗安的書架（3）』、2011年7月26日初版發行、ISBN 978-4-04-715745-3

#### 丹特麗安的書架 妲麗安Days
作畫：瀬菜モナコ、原作：三雲岳斗、角色原案：Gユウスケ、角川書店
- 『丹特麗安的書架 妲麗安Days（1）』、2010年11月25日初版發行、ISBN 978-4-04-715572-5

## 電視動畫
2011年7月15日東京電視台開始播放。

### 製作人員
- 原作 - 三雲岳斗（角川The Sneaker文庫/角川書店刊）
- 角色原案 - Gユウスケ
- 監督 - 上村泰
- 角色設定 - 木野下澄江
- 服裝設定 - BABY,THE STARS SHINE BRIGHT、ALICE and the PIRATES
- 美術監督 - 山賀博之
- 色彩設計 - 高星晴美、竹澤聡
- 撮影監督 - 赤松康裕
- 編輯 - 田村ゆり
- 音響監督 - 岩浪美和
- 音樂 - 辻陽
- 動畫製作 - GAINAX
- 製作 - 丹特麗安的書架製作委員會

### 音樂
主題曲「Cras numquam scire」
作詞 - ノリクス・ベネディクトゥス / 作曲 - 辻陽 / 歌 - Yucca
片尾曲「yes,prisoner」
作詞 - 嶽本野ばら / 作曲 - 恩田快人 / 歌 - maRIONnetTe

### 各話列表
| 話數             | 標題               | 劇本     | 分鏡              | 演出              | 作畫監督                                   |
| ---------------- | ------------------ | -------- | ----------------- | ----------------- | ------------------------------------------ |
| 第一話           | 立體繪本           | 砂山藏澄 | 村田雅彥          | 村田雅彥          | 木野下澄江                                 |
| 第二話           | 胎兒之書           | 砂山藏澄 | 中山勝一          | 井畑翔太          | 高村和宏                                   |
| 第三話           | 叡智之書           | 浦畑達彦 | 富田浩章          | 富田浩章          | 小野田將人                                 |
| 第三話           | 月下美人           | 浦畑達彦 | 富田浩章          | 富田浩章          | 小野田將人                                 |
| 第四話           | 換魂之書           | 砂山藏澄 | 板垣伸            | 中澤勇一          | 小田真弓                                   |
| 第五話           | 魔術師之女         | 浦畑達彥 | 今石洋之          | 上村泰            | 木野下澄江 坂本勝 半田修平 河野惠美 雨宮哲 |
| 第六話           | 焚書官             | 砂山藏澄 | 佐伯昭志 井畑翔太 | 上村泰 井畑翔太   | 木野下澄江 清丸悟                          |
| 第七話           | 調香師             | 浦畑達彥 | 立川讓            | 立川讓            | 清丸悟                                     |
| 第八話           | 等價之書           | 砂山藏澄 | 富田浩章          | 富田浩章          | 徳田賢朗                                   |
| 第八話           | 連理之書           | 砂山藏澄 | 富田浩章          | 富田浩章          | 徳田賢朗                                   |
| 第九話           | 黃昏之書           | 浦畑達彥 | 小林治            | 小林治            | 堀元宣                                     |
| 第十話           | 幻曲               | 浦畑達彥 | 井畑翔太          | 井畑翔太          | 清丸悟 木野下澄江                          |
| 第十一話         | 拉潔愛爾的書架     | 山賀博之 | 佐伯昭志          | 佐伯昭志 富田浩章 | 木野下澄江 清丸悟 村松尚雄                 |
| 第十二話         | 尚未見到的明日之詩 | 砂山藏澄 | 上村泰            | 上村泰            | 木野下澄江                                 |
| 第十三話 （OVA） | 荆棘公主           | 浦畑達彦 | 山川吉樹          | 山川吉樹          | 石原满                                     |

### 播放電視台
| 播放地區       | 電視台       | 播放日期                | 播放時間（UTC+9）                 |
| -------------- | ------------ | ----------------------- | --------------------------------- |
| 關東廣域圏     | 東京電視台   | 2011年7月15日 - 9月30日 | 星期五 25:23 - 25:53              |
| 愛知縣         | 愛知電視台   | 2011年7月18日 - 10月3日 | 星期一 25:30 - 26:00              |
| 大阪府         | 大阪電視台   | 2011年7月19日 - 10月4日 | 星期二 25:30 - 26:00              |
| 岡山縣・香川縣 | 瀨戶內電視台 | 2011年7月20日 -         | 星期三 25:18 - 25:48              |
| 福岡縣         | TVQ九州放送  | 2011年7月20日 -         | 星期三 25:43 - 26:13              |
| 日本全域       | AT-X         | 2011年8月9日 -          | 星期二 11:00 - 11:30 （重複播放） |

## 外部連結
作品
- 丹特麗安的書架  三雲岳斗（页面存档备份，存于） - 『丹特麗安的書架』特設網頁（web KADOKAWA内）（日語）
- 雜誌掲載情報：light Official Web Site（页面存档备份，存于） - 『丹特麗安的書架』特設網頁（light Official Web Site内）（日語）
- 丹特麗安的書架 電視動畫官方網站（日語）
- 東京電視台內的「丹特麗安的書架」官方網站（页面存档备份，存于）（日語）

關連
- G-Act Blog（页面存档备份，存于） - 三雲岳斗HP（日語）
- あっちょんぶりけ - GユウスケHP（日語）
- light Official Web Site（页面存档备份，存于） - グリーンウッドHP（日語）